# Sally Soames
Pour les articles homonymes, voir Soames.
Sally Soames (née Winkleman) (née le 21 janvier 1937 à Londres et morte le 5 octobre 2019 à Londres) est une photographe britannique connue pour ses portraits en noir et blanc de personnalités, attachée au journal The Observer puis comme pigiste pour le Sunday Times.

## Biographie
Sally Winkleman,est née le 21 janvier 1937 à Londres, dans une famille juive. Son père Léonard Winkleman est un homme d'affaires attiré par l'art et membre du parti communiste.

### Études
Sally Winkleman étudie à la King Alfred School à Golders Green et au Saint Martin's School of Art, à Londres.

## Œuvres
- (en) Writers. Photographs By Sally Soames. Introduction by Norman Mailer. 1995[3]